# Corbelet
Pour les articles homonymes, voir Corbelet (homonymie).

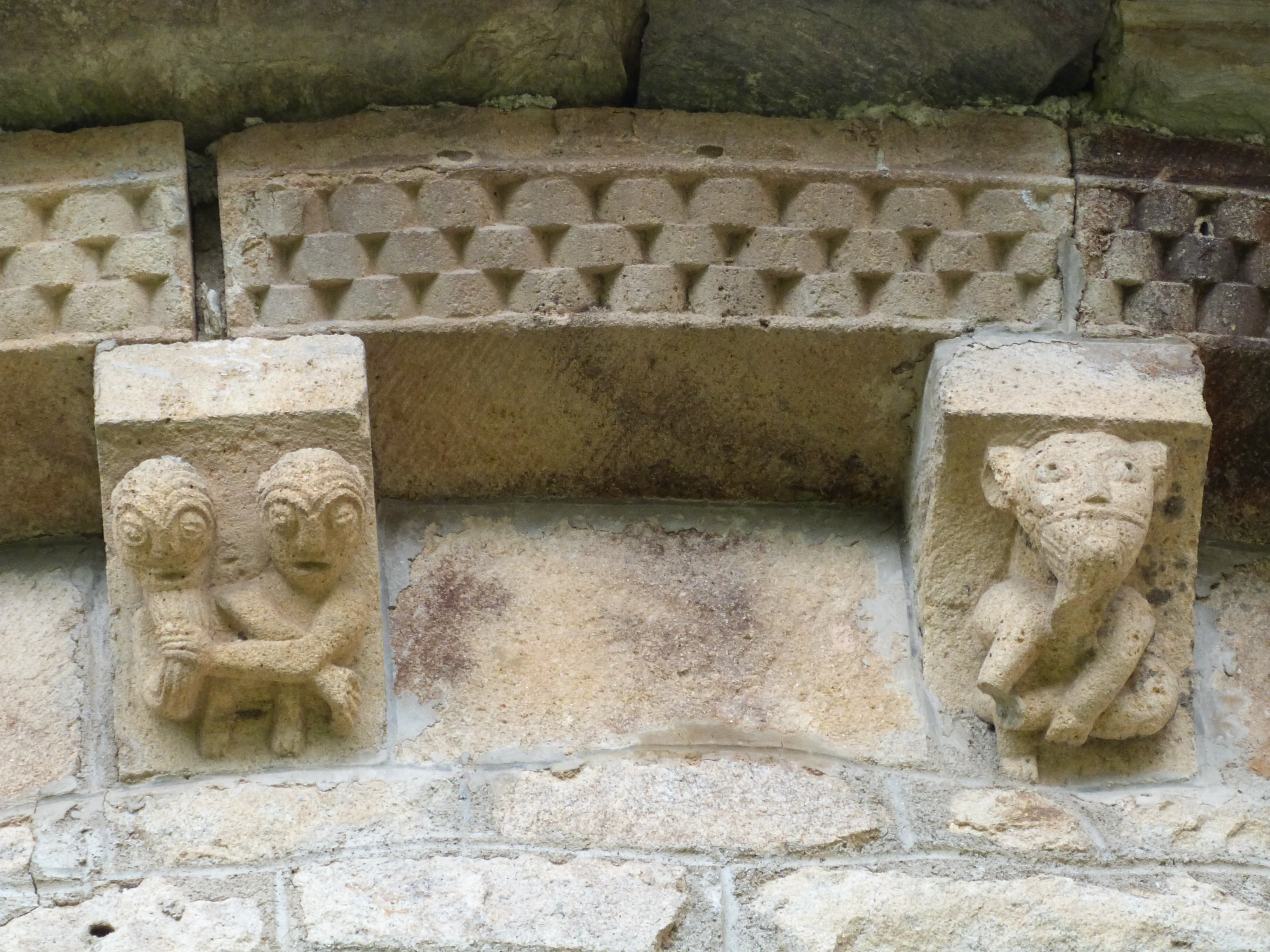
Corbelets et corniche de l'abside centrale de l'église Saint-Jean-Baptiste (Lunac).

Le corbelet est un terme d'architecture désignant un petit corbeau.
C'est une pièce de bois ou de pierre saillante, encastrée perpendiculairement dans un mur soutenant une autre pièce (poutre, faux-manteau de cheminée, etc.).
Le mot « corbeau » semble moins usité que « corbelet » pour désigner cet élément très courant dans l'architecture traditionnelle.